# Страшова-Воля
Страшова-Воля (пол. Straszowa Wola) — село в Польщі, у гміні Жарнув Опочинського повіту Лодзинського воєводства.
Населення — 203 особи (2011).
У 1975-1998 роках село належало до Пйотрковського воєводства.

## Демографія
Демографічна структура станом на 31 березня 2011 року:
|          | Загалом | Допрацездатний вік | Працездатний вік | Постпрацездатний вік |
| -------- | ------- | ------------------ | ---------------- | -------------------- |
| Чоловіки | 105     | 31                 | 63               | 11                   |
| Жінки    | 98      | 26                 | 51               | 21                   |
| Разом    | 203     | 57                 | 114              | 32                   |